# Juan de Anchieta
Pour les articles homonymes, voir Anchieta.
Juan de Anchieta, né vers 1462 à Azpeitia (province du Guipuscoa) et mort le 30 juillet 1523 dans sa ville natale, est un compositeur espagnol. Une récente étude (2019) indique que la mère du compositeur María Veraizas de Loyola était sœur de grand-père d'Ignace de Loyola. Il a écrit majoritairement de la musique vocale à destination d'offices catholiques.  

## Biographie
On sait très peu de choses sur sa jeunesse et ses études musicales. il a étudié à l'Université de Salamanque avec le frère aîné de Juan del Encina, Diego de Fermoselle. En 1489, il a été nommé chapelain et cantor de la reine Isabelle Ière de Castille et deux ans plus tard, il a été son maître de chapelle. À la mort de la reine, il passe au service de Jeanne la Folle, avec laquelle il a voyagé en Flandre. En 1519, Charles V l'éloigne de la Chapelle Royale à cause de son âge, mais il lui maintient son salaire. Il est au service de la Maison royale de Castille lorsqu'il reçoit un canonicat à Grenade, les titres d'Abbé d'Arbós, Recteur de San Sebastien de Soreasu et, enfin, pendant sa retraite et déjà malade, curé de Azpeitia.
La musique de Juan de Anchieta est influencée par Francisco de Peñalosa mais démontre une grande originalité. Il a été un des pères de la polyphonie religieuse et profane de l'Espagne à la fin du XVe siècle et au début du XVIe siècle . Il est également une des figures principales lors des débuts de l'art musical de la Renaissance.

## Œuvres
- Missa quarti toni.
- Missa rex virginum.
- 2 Magnificat.
- 7 Motetes.
- Salve Regina.
- Con amores, la mi madre.
- Doncella, madre de Dios.
- Dos ánades.
- En memoria d’Alixandre.